# Mèo lông ngắn châu Âu
Mèo lông ngắn châu Âu (còn được các hiệp hội FIFe và WCF gọi là Mèo châu Âu) là một giống mèo có nguồn gốc ở châu Âu với đặc trưng có bộ lông ngắn. Thuật ngữ này cũng đã được sử dụng một cách phức tạp để chỉ những con mèo trong nước chung của châu Âu, gây ra một số nhầm lẫn khi những con mèo tổ tiên của giống mèo này cũng giống với những con mèo nhà điển hình của châu Âu. Trong WCF một giống tương tự được gọi là Mèo lông ngắn Celtic và được coi là giống nhau, nhưng giống mèo này có một số khác biệt so với Mèo lông ngắn châu Âu và WCF hiện đăng ký mèo châu Âu thực sự dưới tên giống này thay vì theo tên Mèo lông ngắn Celtic.
Đóng vai trò như giống mèo đóng vai trò là một giống mèo bản địa châu Âu từ nguyên thủy cho đến đầu thế kỷ 20 là Mèo lông ngắn Anh, mặc dù chúng chiếm phần lớn số lượng trong số những con mèo châu Âu thông thường, cho đến năm 1949 khi Mèo lông ngắn châu Âu được công nhận bởi tổ chức Fédération internationale féline (FIFe). Cá thể mèo lông ngắn châu Âu được biết đến lâu đời nhất được đăng ký tại FIFe được sinh ra vào năm 1940, là nguồn gốc của mèo lông ngắn châu Âu trước khi hình thành FIFe vào năm 1949. Các tiêu chuẩn giống mô tả mèo lông ngắn châu Âu như một giống mèo được thành lập và có thể được tìm thấy trong các cuốn sách về giống mèo khác nhau từ những năm 1930.

## Tính nết

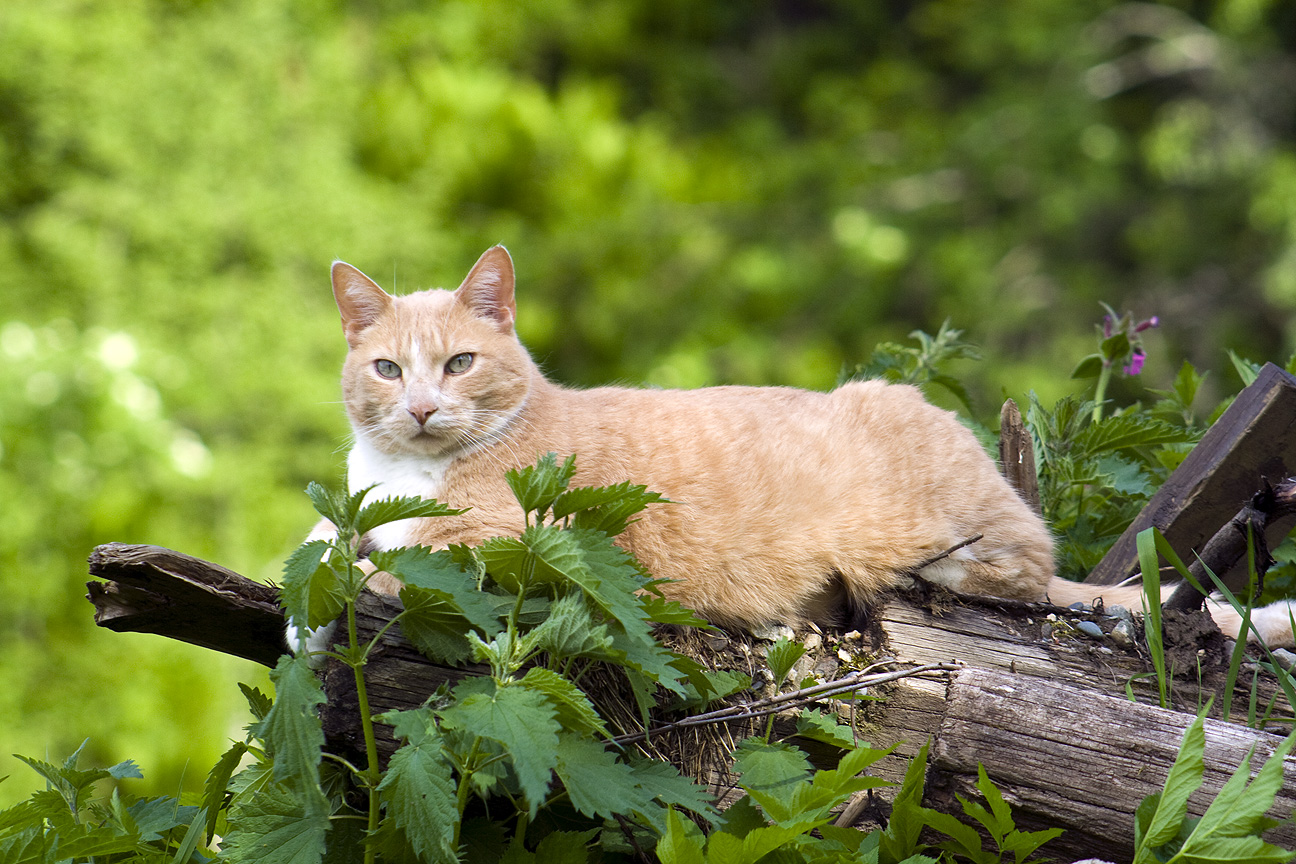
Một con mèo già thuộc giống mèo lông ngắn châu Âu

Giống mèo này đã phát triển từ giống mèo săn chuột tự nhiên của châu Âu với mong muốn tăng cường những đặc điểm tính cách mong muốn nhất trong một giống mèo nhà. Hầu hết các cá thể mèo lông ngắn châu Âu mạnh mẽ, năng động và như một quy luật chúng rất thân thiện với con người ở mọi lứa tuổi. Chúng hòa nhập tốt với những con mèo khác và khoan dung tốt với chó. Mèo lông ngắn châu Âu thông minh, vui tươi và hầu hết trong số chúng là chuyên gia bảo vệ ngôi nhà và vườn khỏi sự phá phách của tất cả các loại động vật gặm nhấm. Chúng có xu hướng xử lý tốt những thay đổi và tạo ra một tổ ấm năng động và điều này làm cho giống mèo này thích hợp cho các gia đình có trẻ em.